# Douirane
Douirane  (in arabo أدويران‎?) è un centro abitato e comune rurale del Marocco situato nella provincia di Chichaoua, regione di Marrakech-Safi. Conta una popolazione di 16 138 abitanti (censimento 2014).